# Parque nacional de Gobustán
El Parque nacional de Gobustán (en azerí: Qobustan Dövlət Tarixi-Bədii Qoruğu) se encuentra al oeste del asentamiento de Gobustán, alrededor de 64 kilómetros al suroeste del centro de Bakú fue establecida en 1966 cuando la región fue declarada como un monumento histórico nacional de Azerbaiyán en un intento de conservar las antiguas tallas, volcanes de lodo y piedras de gas en la región. El paisaje cultural de arte rupestre incluido en el parque nacional de Gobustán fue declarado Patrimonio de la Humanidad por la Unesco en 2007.
Hoy Gobustán es la reserva estatal más popular y una valiosa mina de Azerbaiyán.

## Tallas prehistóricas

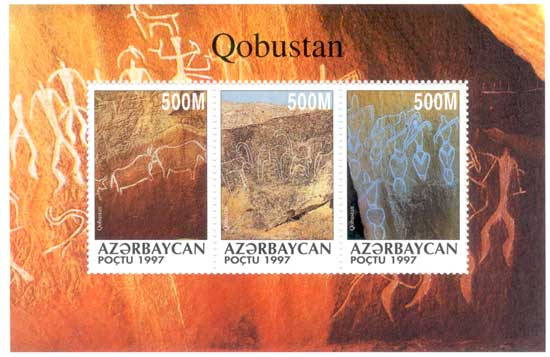
Las imágenes sobre las rocas en la reserva de Gobustán en los siglos X-V a. C.

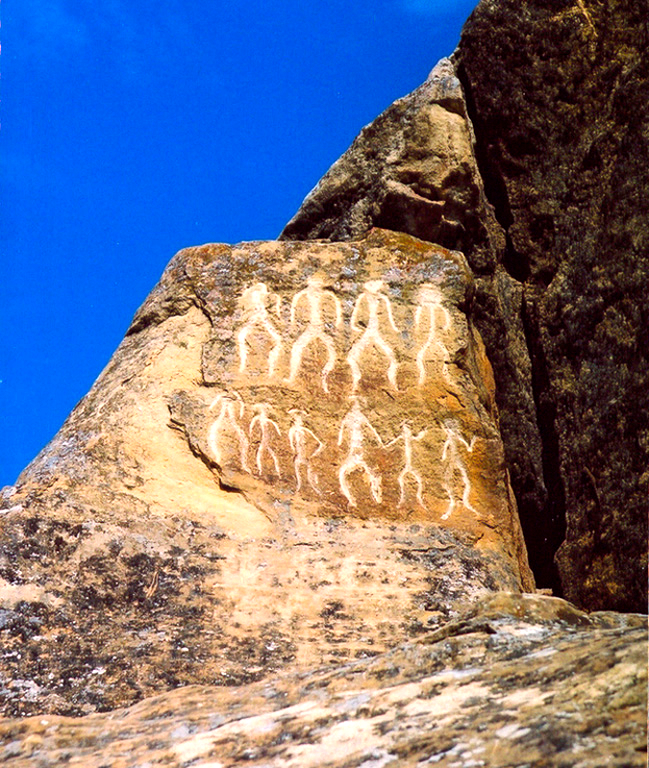
Grabados rupestres en Gobustán que se remontan al año 10.000 a. C.

Las tallas rupestres y petroglifos en el lugar muestran cautivadoras imágenes de la vida prehistórica en el Cáucaso. Los bocetos bien conservador muestran antiguas poblaciones que viajan en botes de juncos; hombres cazando antílopes y toros salvajes, así como mujeres bailando. El afamado antropólogo noruego Thor Heyerdahl regresó muchas veces a Azerbaiyán entre 1961 y su muerte en 2002 para estudiar el lugar en su «En busca de Odín».
Los petroglifos de Gobustán están representados en el reverso de los billetes de 5 manats azerbaiyanos emitidos desde 2006.

## Volcanes de lodo
Se estima que 300 de los alrededor de 700 volcanes de lodo que se calcula que existen en el mundo se encuentran en Gobustán, Azerbaiyán y el mar Caspio. 
Muchos geólogos así como turistas del lodo nacionales e internacionales caminan a lugares como el Cráter Firuz, Gobustán, Salyán y acaban felizmente cubiertos de lodo que se cree que tiene propiedades medicinales. En 2001 un volcán de lodo a 15 kilómetros de Bakú se hizo noticia internacional cuando repentinamente empezó a arrojar llamas de 15 metros de alto.

## Gaval Dash
El Gaval Dash es una piedra musical natural que sólo puede encontrarse en Gobustán, Azerbaiyán. Entre los libros de piedra hay una gran piedra plana formada sobre 3 soportes. Si se toca con una piedra pequeña, surgen piedras musicales. La piedra lleva el nombre de Gaval Dash, el sonido puede compararse al de una pandereta. El Gaval Dash se formó debido a una combinación de clima único, aceite y gas que puede encontrarse en la regiónde Azerbaiyán.

## Pinturas rupestres
La reserva estatal de Gobustán es muy rica en monumentos arqueológicos, la reserva tiene más de 6.000 pinturas rupestres, que representan hombres primitivos, animales, piezas de batalla, danzas rituales, toreo, botes con remeros, guerreros con lanzas en sus manos, caravanas de camellos, imágenes del sol y las estrellas, que datan de media 5.000-20.000 años. Las pinturas rupestres se encuentran en el territorio de unas montañas: Boyukdash, Kichikdash, Kenizadagh, etc.
Las pinturas se reflejan la vida de los hombres antiguos. Entre las pinturas se encuentran los imágenes de los hombres y mujeres, las escenas de pesca, caza, etc. En las montañas hay unas escenas de danzas, similares a baile nacional "yalli". Escenas de danzas se mostraban en Boyukdash y supuestamente se refieren a milenios III—II a. C. Según los datas primerar pinturas fueron más grandes, pero después su tamaño se disminuyó.
Los hombres, que muestran en las montañas tenían arco y flecha, fueron altos y delgados. También se muestran las escenas de combates y como arma se pinturan palo y navaja. Las mujeres en las pinturas rupestres se muestran de dos tipos - como representante de matriarca - gordos y mujeres-guerreros, con arcos. Estas pinturas se encuentran en la cava "Siete Bellezas".
Entre la pinturas rupestres es posible encontrar los muestres de los animales, como cabras montesas, ciervos, caballos, leones, etc. También hay las pinturas de las aves, pescas, serpientes. Además de los animales salvajes, fueron pintados también los animales domesticados, como por ejemplo, perros entrenados. 
En las pinturas se muestra la vida agrícola y ganadera de la región en los tiempos remotos.

## Galería de imágenes

Petroglifos
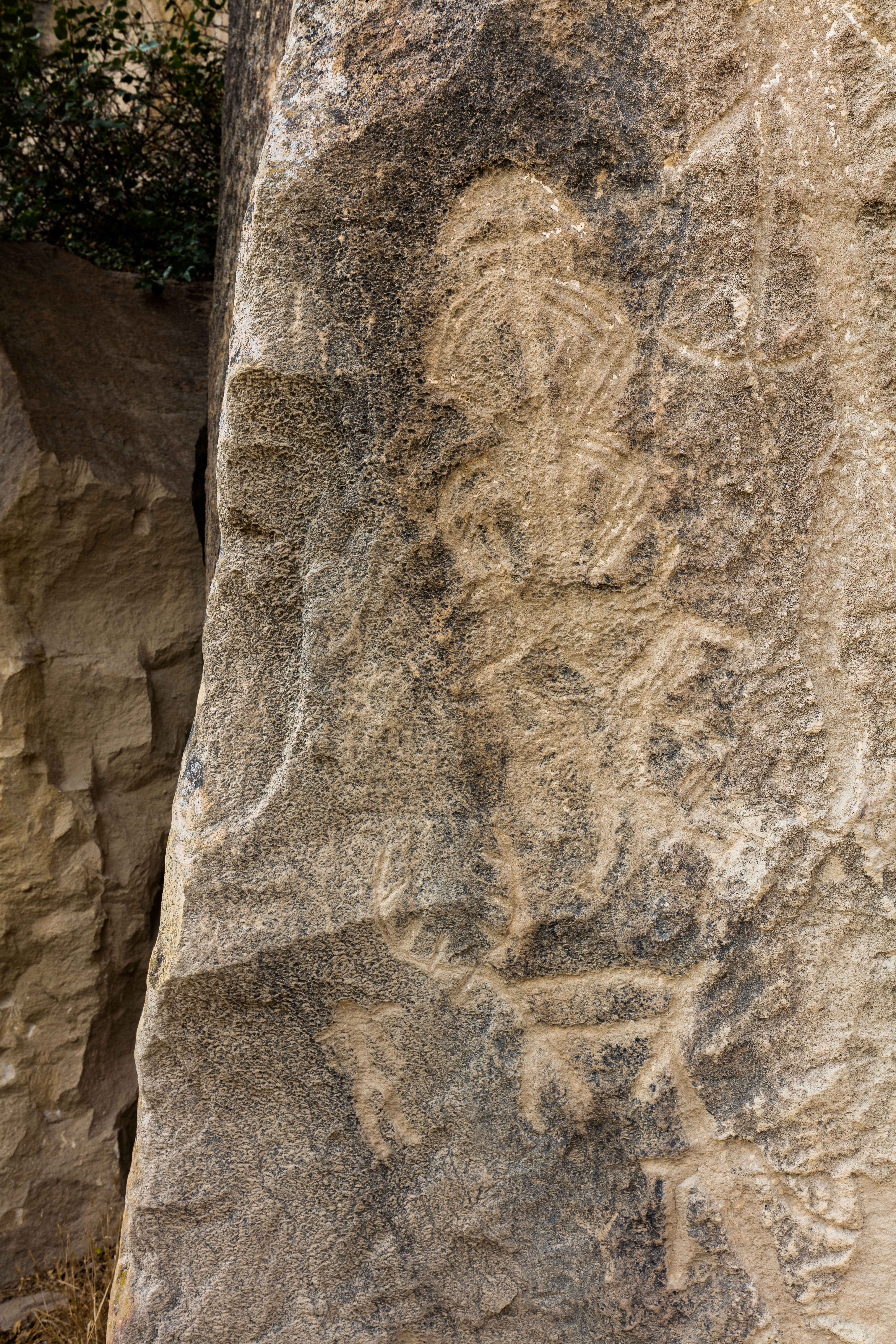
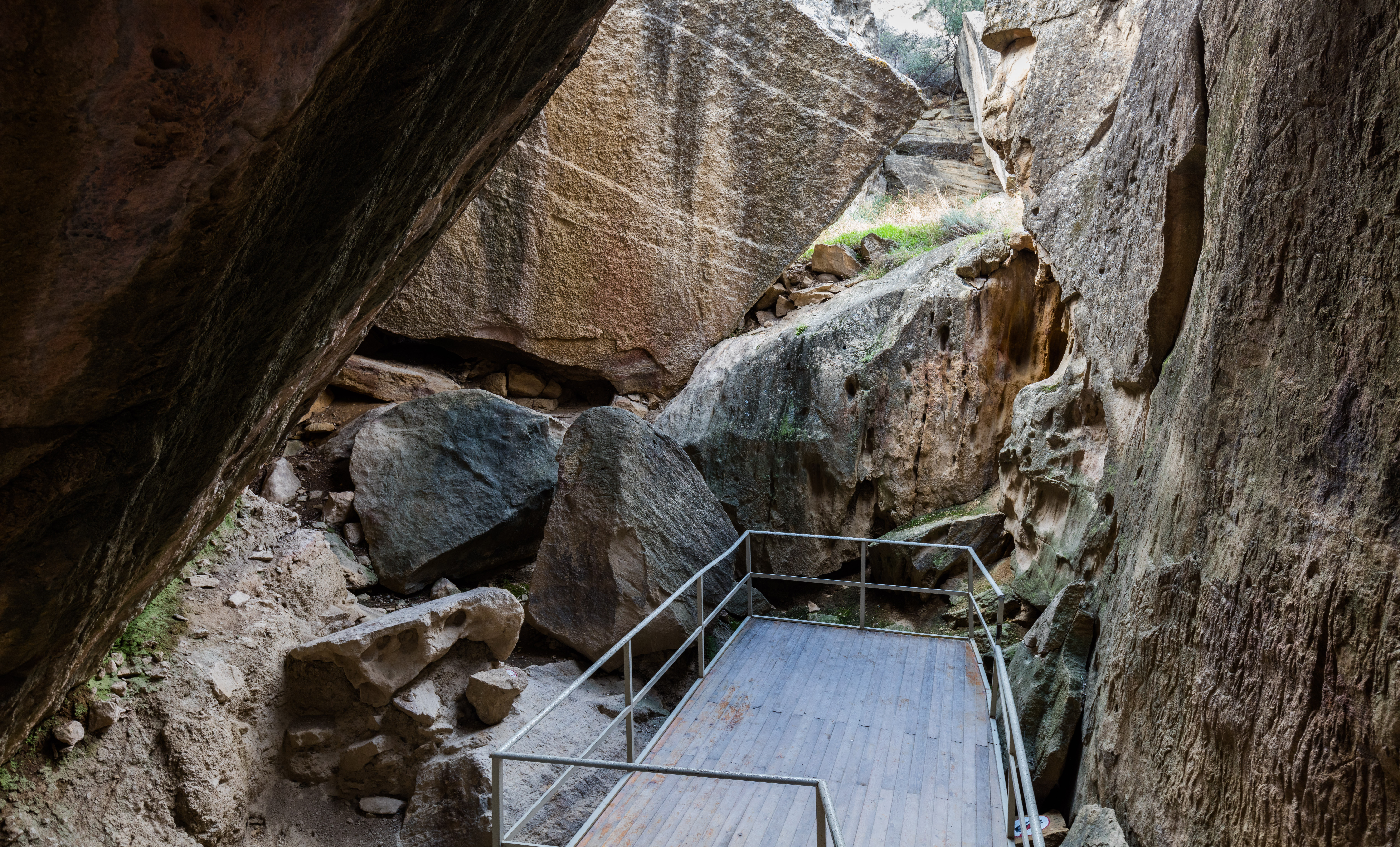
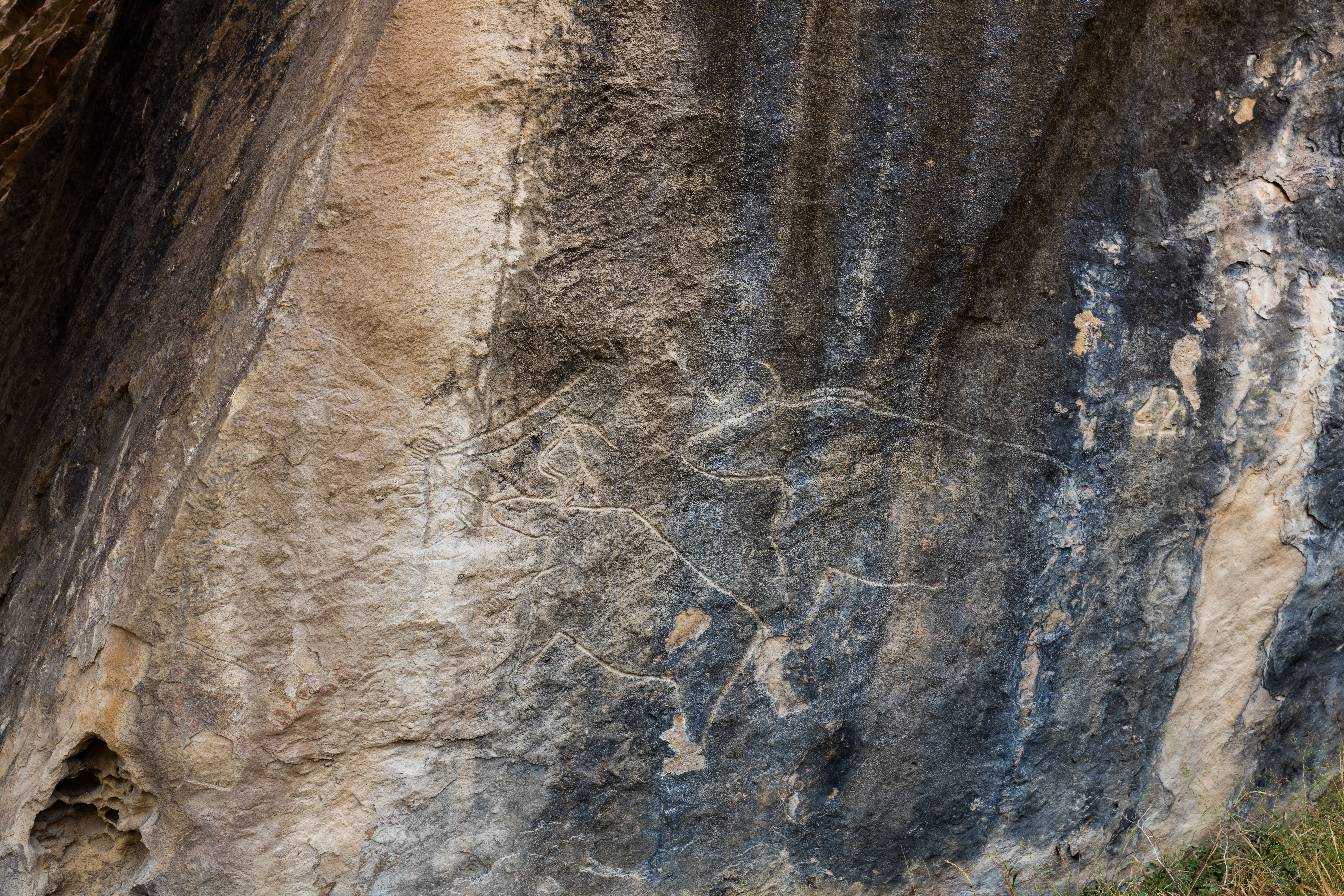
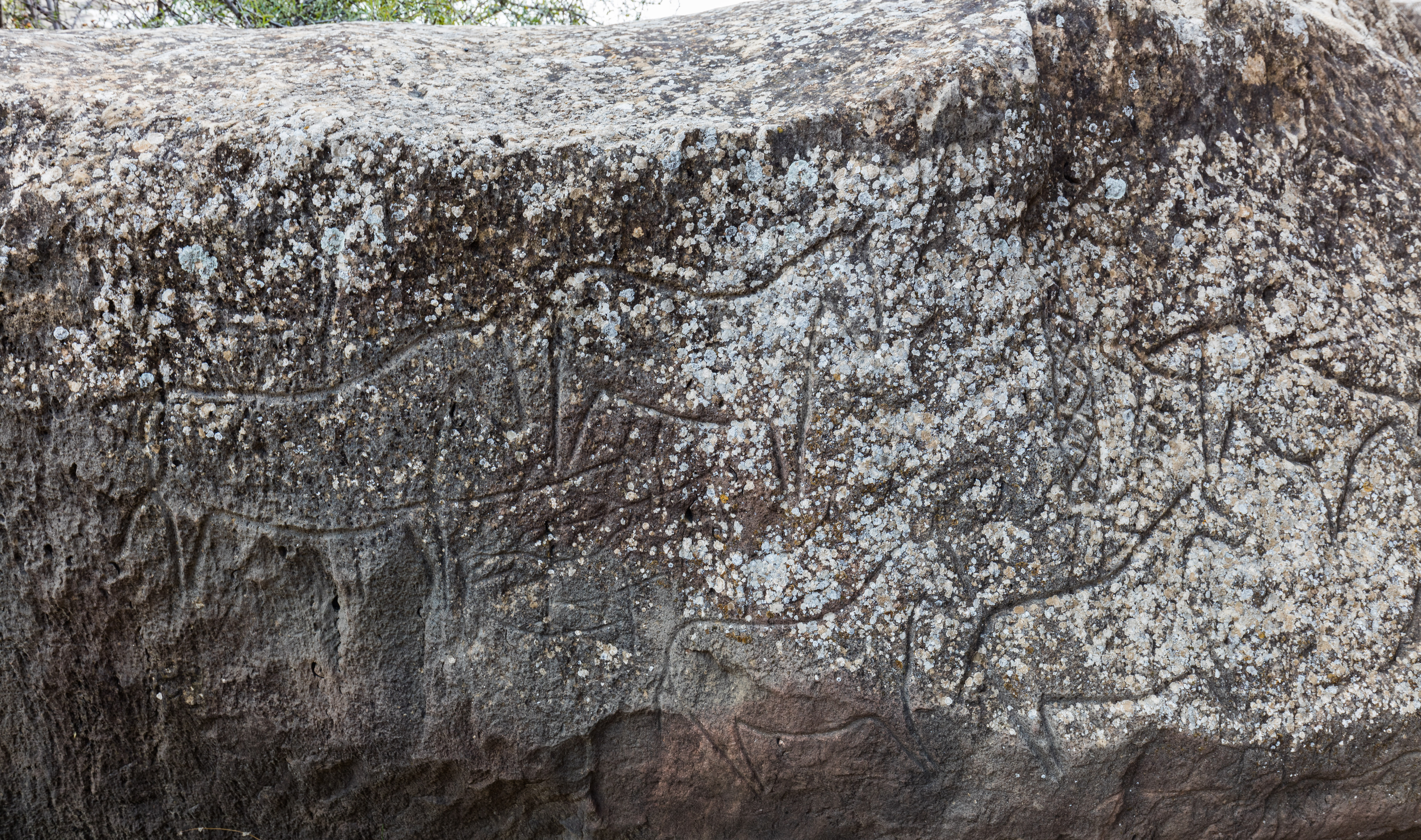
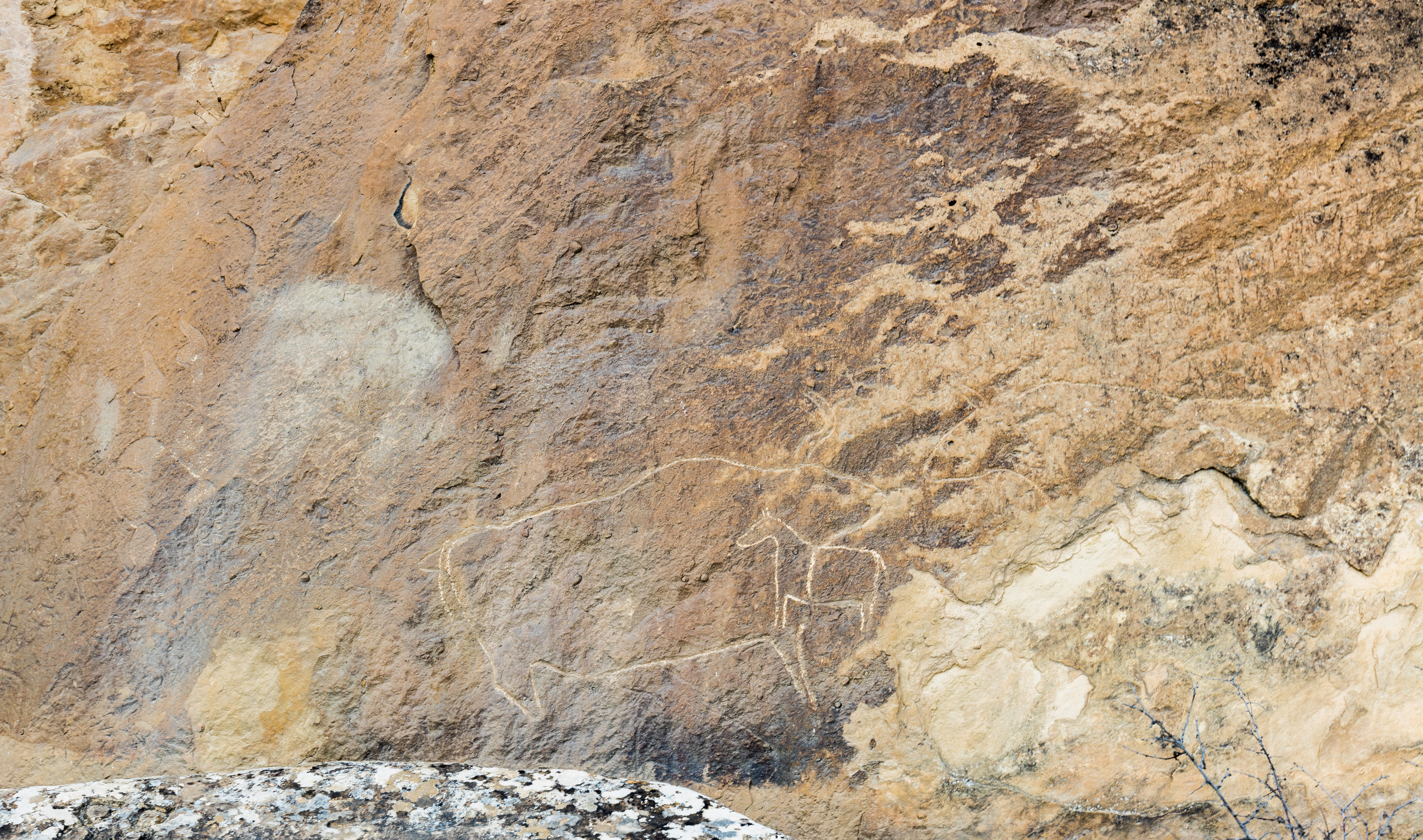

Volcanes de barro del parque nacional.
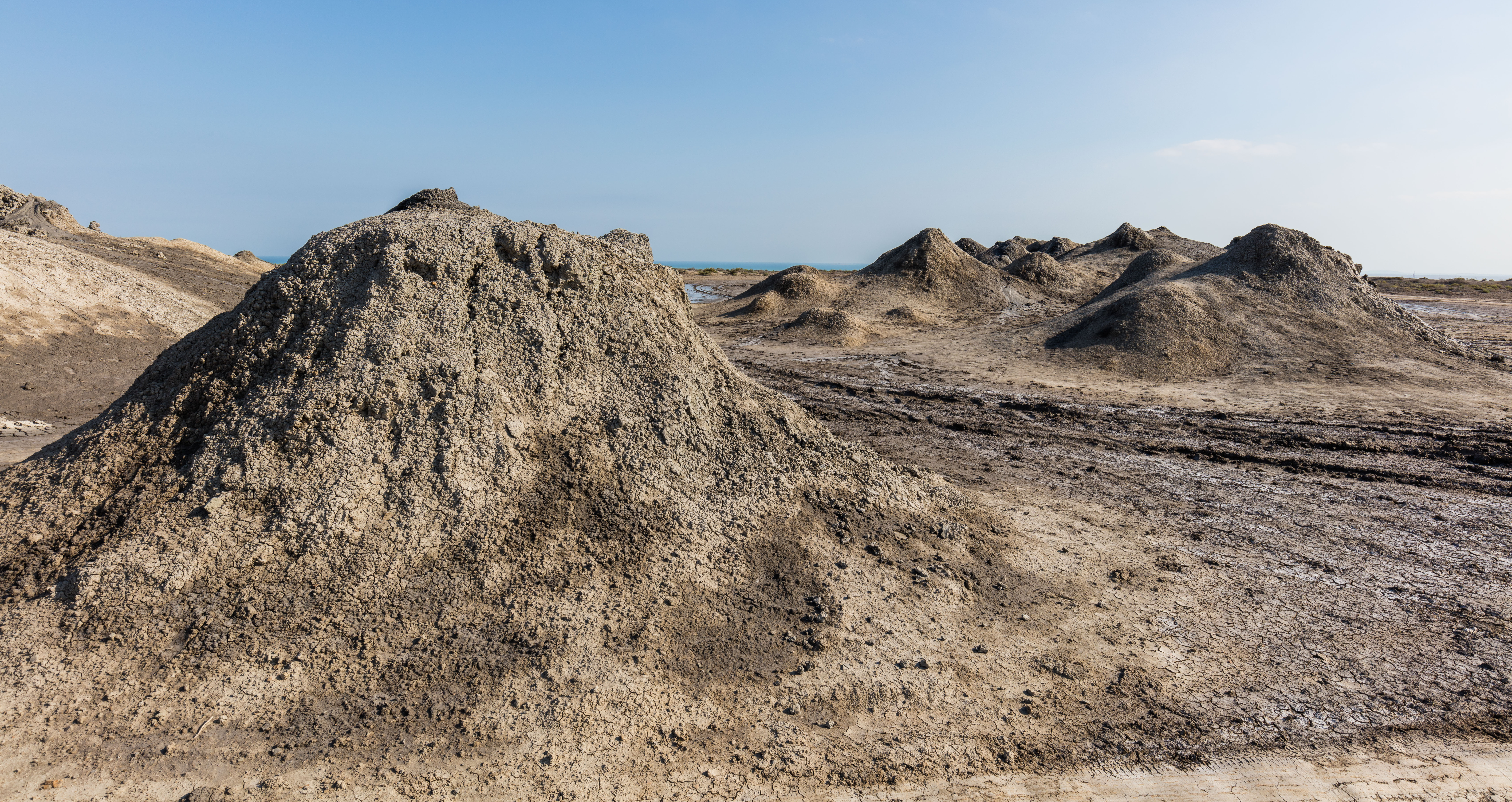
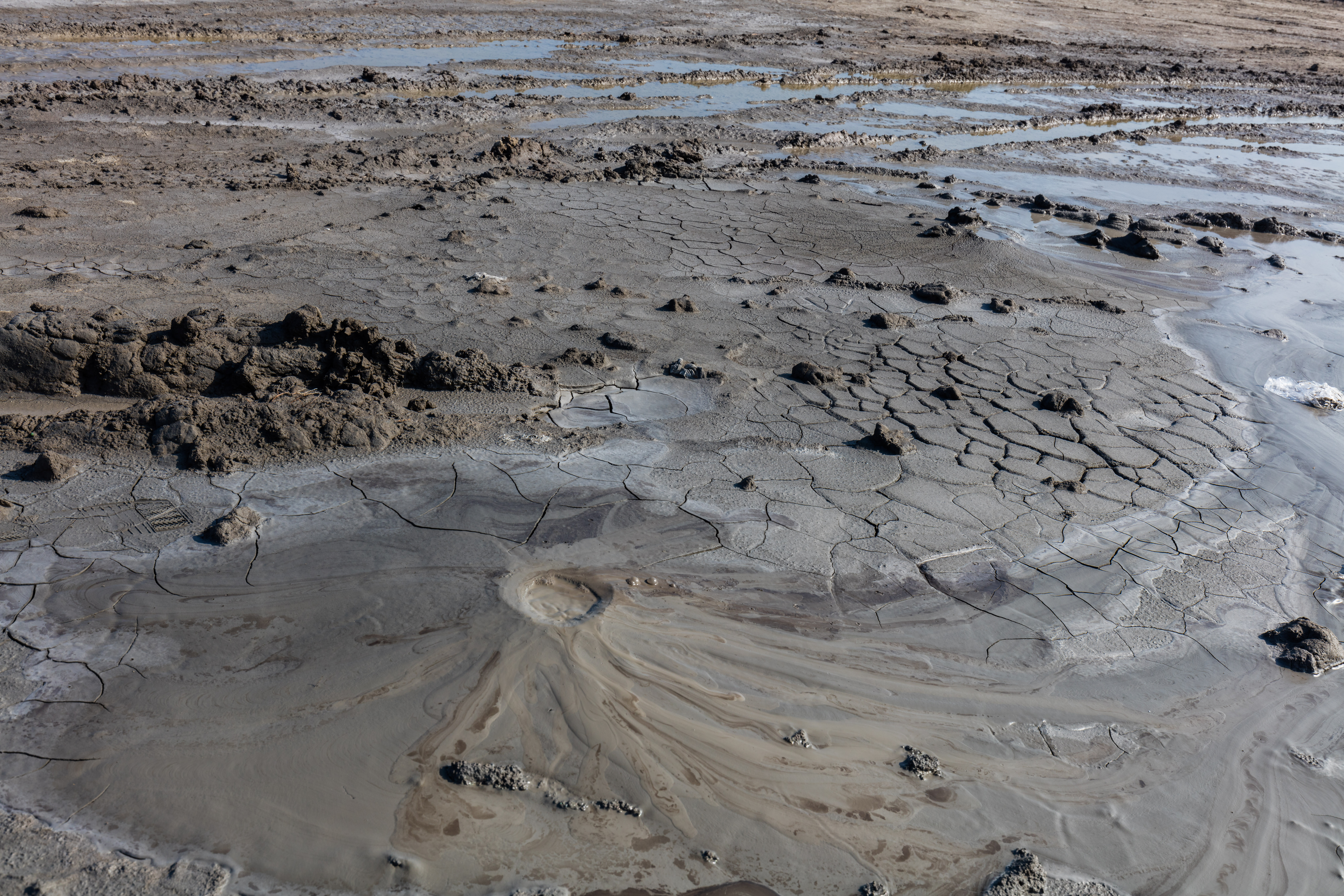
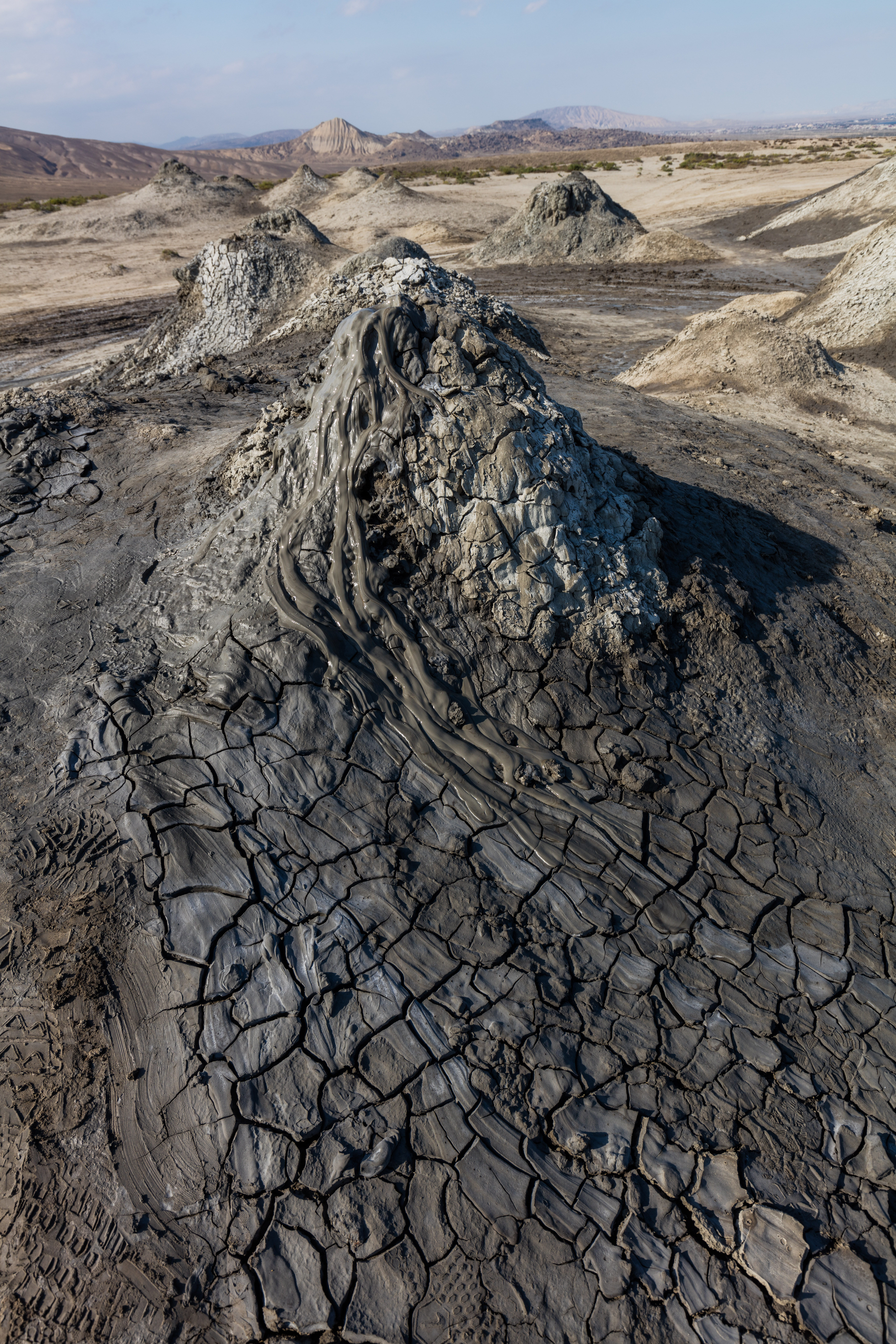
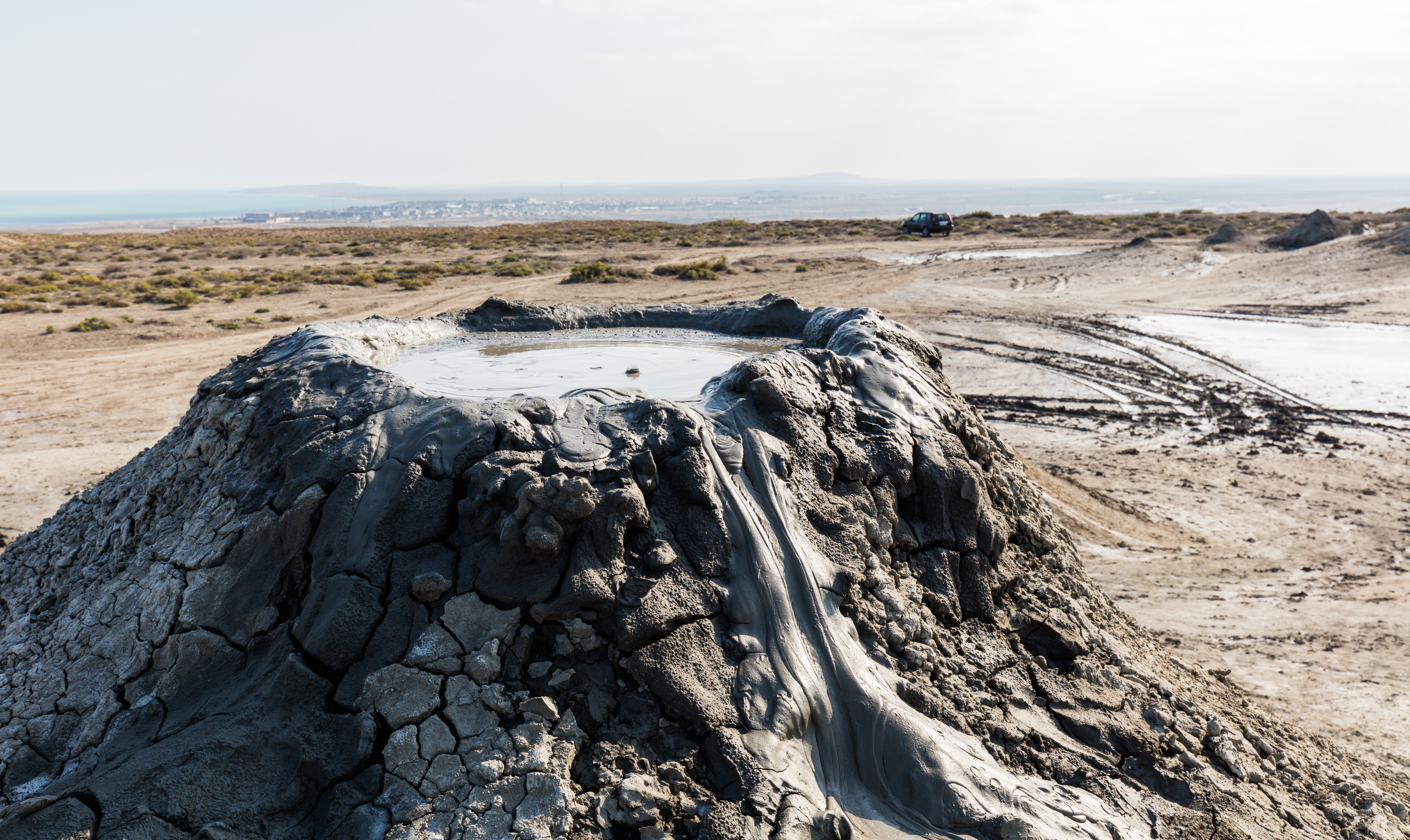
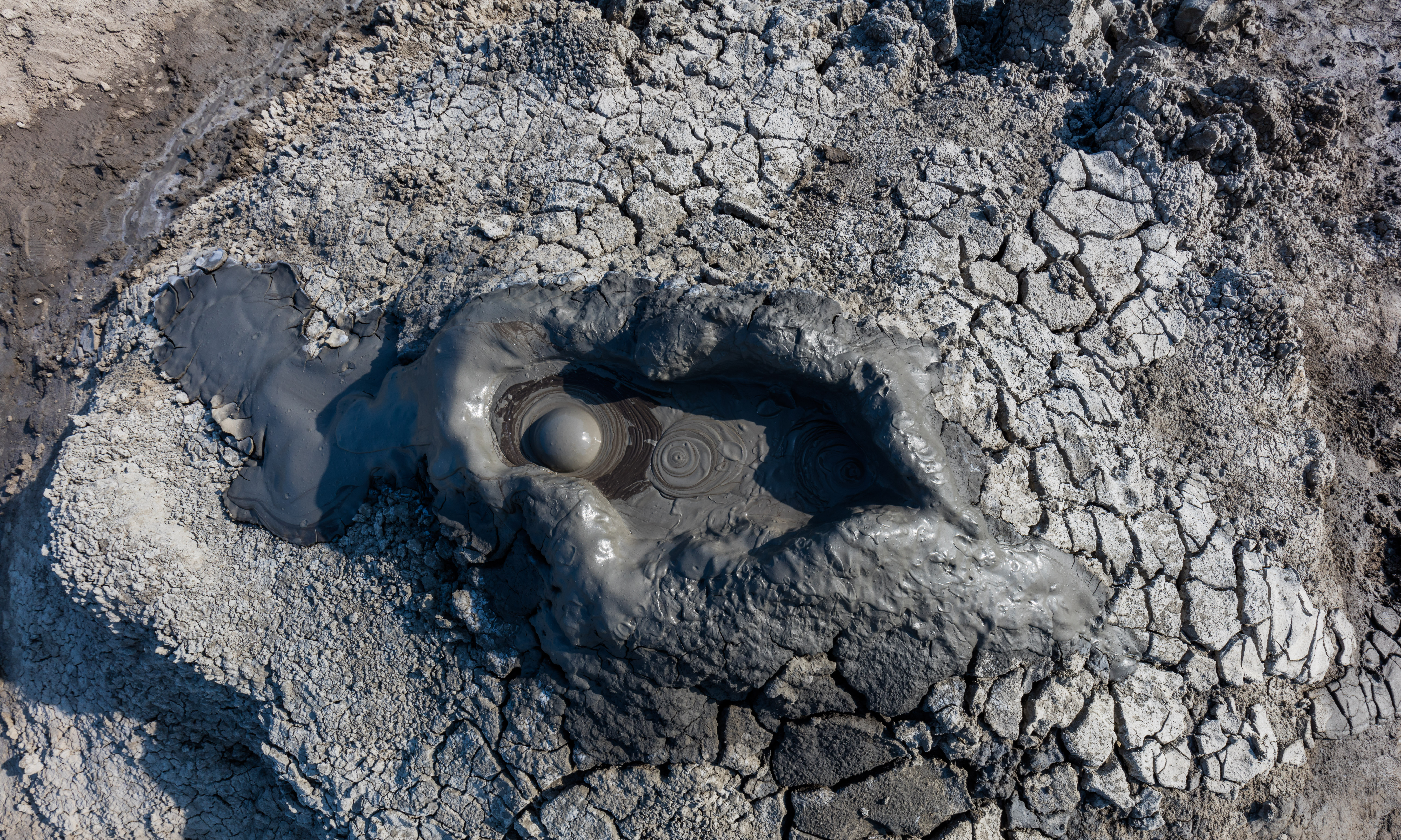